# Fitz and the Tantrums (album)
Fitz and the Tantrums je třetí studiové album americké hudební skupiny Fitz and the Tantrums. Vydalo jej v červnu roku 2016 vydavatelství Elektra Records a jeho producenty byli Jesse Shatkin, Ricky Reed, Joel Little a Michael Fitzpatrick. První singl k albu nazvaný „HandClap“ byl představen již 25. března 2016. V hitparádě Billboard 200 se album umístilo na šestnácté příčce.

## Seznam skladeb
1. „Handclap“ – 3:13
2. „Complicated“ – 3:11
3. „Burn It Down“ – 3:21
4. „Roll Up“ – 3:38
5. „Tricky“ – 3:27
6. „Fadeback“ – 3:00
7. „Run It“ – 3:29
8. „Get Right Back“ – 3:44
9. „Do What You Want“ – 3:12
10. „Walking Target“ – 2:36
11. „A Place for Us“ – 3:32

## Obsazení
- Michael Fitzpatrick – zpěv, klávesy
- Noelle Scaggs – zpěv, perkuse
- James King – saxofon, flétna, kytara
- Joseph Karnes – baskytara
- Jeremy Ruzumna – klávesy
- John Wicks – bicí, perkuse